# 古川町 (川崎市)
古川町（ふるかわまち）は、神奈川県川崎市幸区の町名。丁目の設定がない単独町名。住居表示は未実施。面積は15.08 ha。

## 地理
幸区のほぼ中央に位置し、多摩川のもと自然堤防に沿って湾曲しているが、全体に平坦な地形である。一帯は住宅地となっている。
古川町は北東端で下平間や小向西町と、東端で戸手本町と、南西端から西端にかけて塚越と接する。これらの町域はすべて幸区に属しており、古川町は区境・市境には接していない。

### 地価
住宅地の地価は2025年（令和7年）1月1日時点の公示地価によれば古川町42-2の地点で41万円/m²となっている。

## 歴史

### 江戸時代
当地が開発されたのがいつであるかは不明であるが、江戸時代初期にはすでに「古川村」の名が見られる。なお、多摩川を挟んで対岸の荏原郡にも古川村があり、区別のために「戸手古川」と呼ばれたという。
古川村は江戸時代の初めには天領であったが、1717年（享保2年）に徳川家継（有章院殿）の御霊屋料として増上寺へ寄進された。村高は、正保年間の『武蔵田園簿』、『元禄郷帳』、『天保郷帳』、幕末の『旧高旧領取調帳』を通じて79石3斗あまりであった。1694年（元禄7年）以降、川崎宿の大助郷が課されたが、増上寺領となった後は免除された。
もともと土地が旧河道であり、水田は深い泥田となっていた。用水としては二ヶ領用水から分流した大師河原用水を用いていたが、1771年（明和8年）には古川村・戸手村など4か村と、下流側の大師河原村など3か村の間で水争いが起こっている。副業として梨の栽培が行われたほか、幕末には織機や荷車なども作られていた。

### 明治以降
明治維新以降、当地は神奈川県に属し、行政上は古川村→御幸村→川崎市というように推移していった。20世紀初頭には二ヶ領用水の水で製氷が行われた一方、梨の栽培は病害により衰退し、さらには養蚕やその他の果樹栽培も大正末期までには徐々に行われなくなり、水田中心の農地となっていった。
戦前までは江戸時代とほとんど変わらず戸数が15戸程度であったが、戦時中には軍需産業の従業員宿舎が作られていき、戦後に耕地整理が完了し、古川町が成立して以降、急激に宅地化が進行していった。

### 地名の由来
多摩川の昔の流路に当たることから。

### 沿革
- 江戸時代初期 - 古川村が成立。
- 1694年（元禄7年）- 川崎宿の大助郷となる。
- 1717年（享保2年）- 増上寺領となる。
- 1771年（明和8年）- 大師河原用水をめぐる水争いが勃発する。
- 1868年（明治元年）- 明治維新。当地は神奈川県に属する。
- 1874年（明治7年）- 大区小区制施行により、当地は第4大区第6小区に属する[10]。
- 1889年（明治22年）- 町村制施行により、御幸村が成立。古川はその大字となる。
- 1919年（大正8年）- 電灯がともる[5]。
- 1922年（大正11年）- 水道が通る[5]。
- 1924年（大正13年）- 御幸村などが合併し、川崎市が成立。川崎市古川となる。
- 1930年（昭和5年）- 耕地整理組合が発足[12]。
- 1945年（昭和20年）- 川崎大空襲の被害を受ける[5]。
- 1948年（昭和23年）- 川崎市立古川小学校が開校[5]。
- 1951年（昭和26年）- 耕地整理により、古川町となる[12]。
- 1972年（昭和47年）- 川崎市が政令指定都市に移行。川崎市幸区古川町となる。

## 世帯数と人口
2025年（令和7年）6月30日現在（川崎市発表）の世帯数と人口は以下の通りである。
| 町丁   | 世帯数    | 人口    |
| ------ | --------- | ------- |
| 古川町 | 1,641世帯 | 3,275人 |

### 人口の変遷
国勢調査による人口の推移。
| 年                 | 人口  |
| ------------------ | ----- |
| 1995年（平成7年）  | 3,068 |
| 2000年（平成12年） | 3,008 |
| 2005年（平成17年） | 2,798 |
| 2010年（平成22年） | 2,658 |
| 2015年（平成27年） | 3,253 |
| 2020年（令和2年）  | 3,248 |

### 世帯数の変遷
国勢調査による世帯数の推移。
| 年                 | 世帯数 |
| ------------------ | ------ |
| 1995年（平成7年）  | 1,348  |
| 2000年（平成12年） | 1,325  |
| 2005年（平成17年） | 1,302  |
| 2010年（平成22年） | 1,304  |
| 2015年（平成27年） | 1,480  |
| 2020年（令和2年）  | 1,461  |

## 学区
市立小・中学校に通う場合、学区は以下の通りとなる（2025年4月時点）。
| 番地 | 小学校             | 中学校             |
| ---- | ------------------ | ------------------ |
| 全域 | 川崎市立古川小学校 | 川崎市立塚越中学校 |

## 事業所
2021年（令和3年）現在の経済センサス調査による事業所数と従業員数は以下の通りである。
| 町丁   | 事業所数 | 従業員数 |
| ------ | -------- | -------- |
| 古川町 | 61事業所 | 574人    |

### 事業者数の変遷
経済センサスによる事業所数の推移。
| 年                 | 事業者数 |
| ------------------ | -------- |
| 2016年（平成28年） | 57       |
| 2021年（令和3年）  | 61       |

### 従業員数の変遷
経済センサスによる従業員数の推移。
| 年                 | 従業員数 |
| ------------------ | -------- |
| 2016年（平成28年） | 702      |
| 2021年（令和3年）  | 574      |

## 施設
- 川崎市立古川小学校
- 川崎市立古川保育園
- 学校法人ひかり学園第二ひかり幼稚園
- 神明神社
- 古川町さくら公園

## その他

### 日本郵便
- 郵便番号 : 212-0025[3]（集配局 : 川崎港郵便局[23]）

### 警察
町内の警察の管轄区域は以下の通りである。
| 番・番地等 | 警察署   | 交番・駐在所 |
| ---------- | -------- | ------------ |
| 全域       | 幸警察署 | 下平間交番   |